# Powstanie Nilsa Dacke
Powstanie Nilsa Dacke (szw. Dackefejden) – powstanie chłopskie pod wodzą Nilsa Dacke, które miało miejsce w szwedzkiej prowincji Smalandia w latach 1542–1543.

## Historia
Wiosną 1542 w szwedzkiej prowincji Smaland doszło do pierwszych incydentów poprzedzających wybuch powstania chłopskiego pod przywództwem zbiega Nilsa Dackego. Zabitych zostało kilku poborców podatkowych. Głównymi przyczynami jego wybuchu było jednak zbyt rygorystyczne ściąganie podatków oraz spór na tle religijnym. Chłopi pod wodzą Dackego odnieśli kilka zwycięstw nad armią królewską, lecz zgodzili się na zawarcie rozejmu w listopadzie 1542. Król Gustaw I Waza mimo obietnicy zmniejszenia podatków wzmacniał swoje siły w Smalandzie. Na początku 1543 doszło do bitwy, w której armia królewska pokonała powstańców. Nils Dacke prawdopodobnie poległ w walce, inni przywódcy chłopscy zostali straceni, a na buntowniczą prowincję nałożono kontrybucję.